# مخيم إغوانا

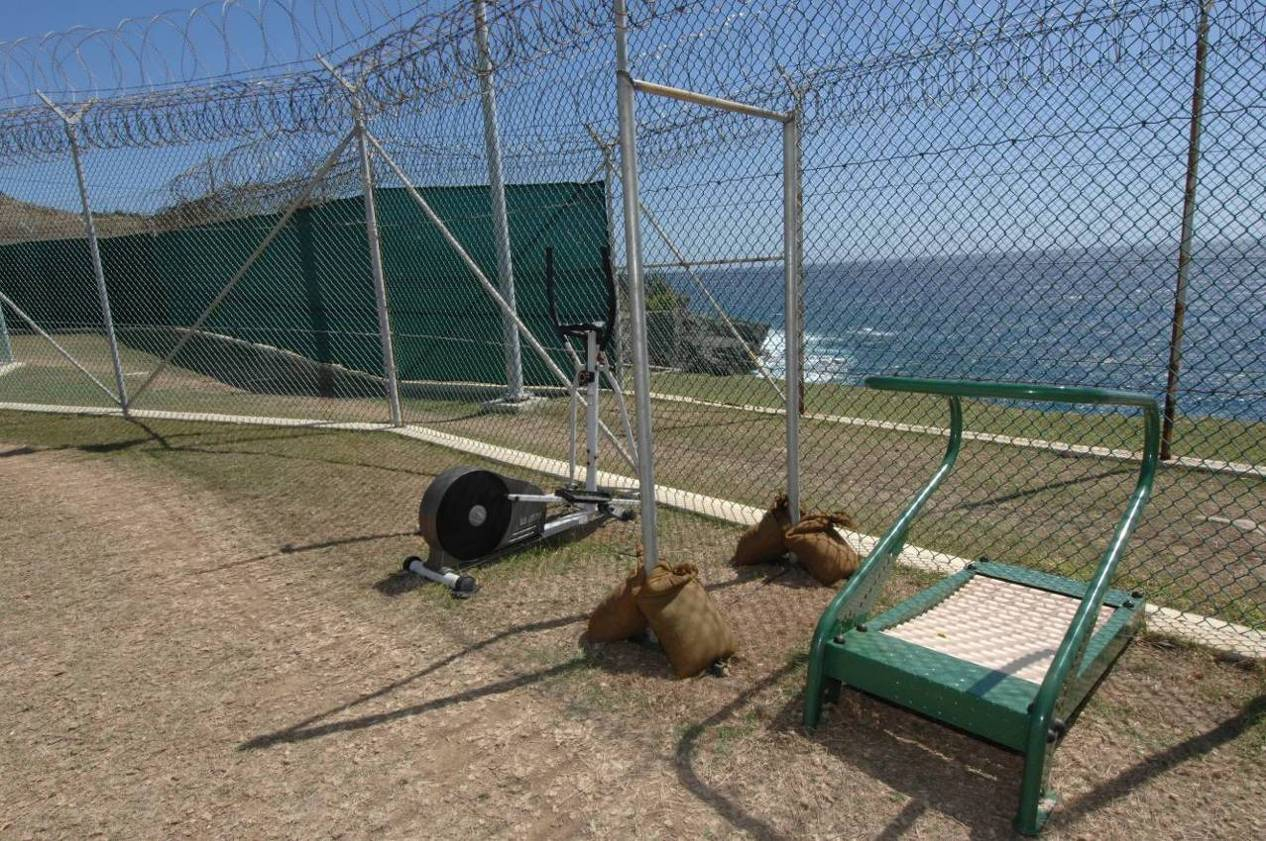
ساحة مخيم إغوانا

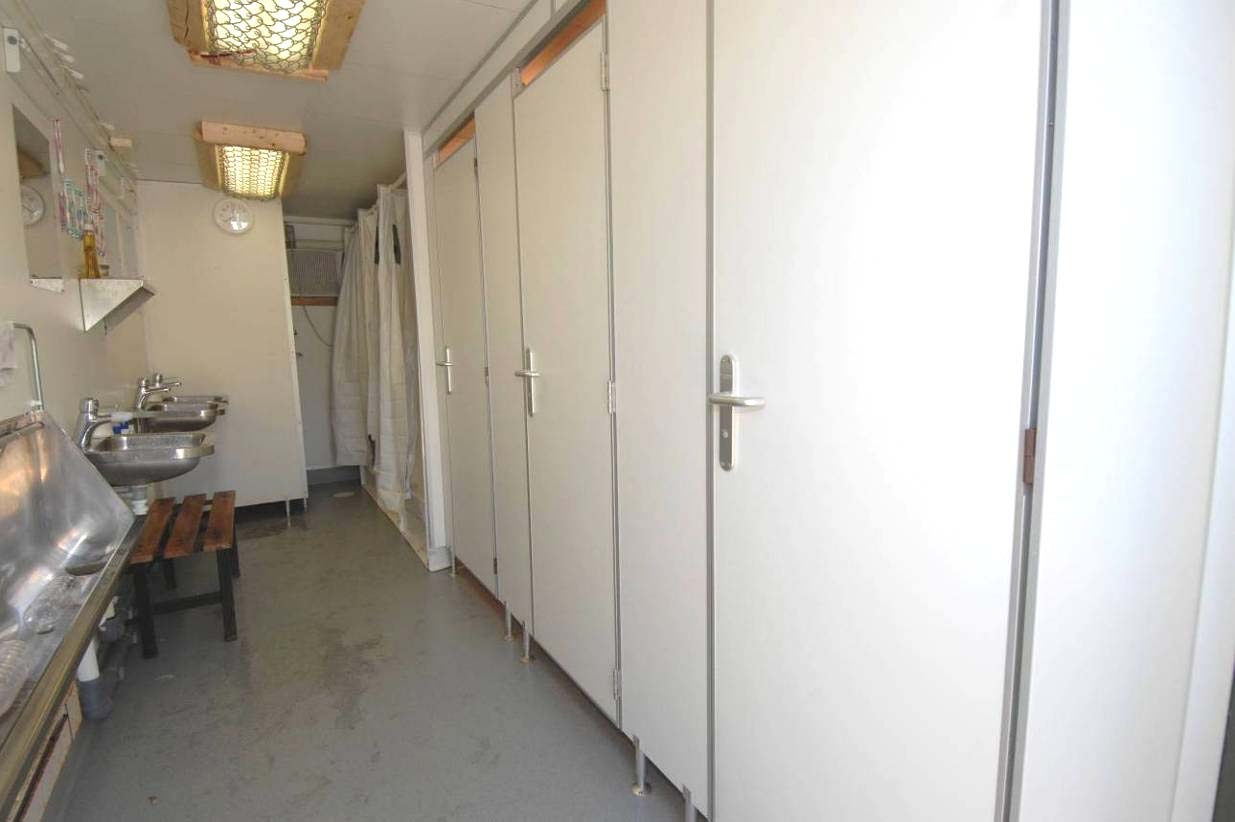
المراحيض في مخيم إغوانا

مخيم إغوانا هو معسكر اعتقال صغير تابع للبحرية الأمريكية في القاعدة البحرية بخليج غوانتانامو بكوبا، كان معتقلًا به ثلاثة من المعتقلين تحت سن 16 سنة، وهو مخالف للقوانين الأمريكية في الاحتجاز والخاصة بالقصَّر، وتم إعلاق المخيم في فصل الشتاء من عام 2004 عندما تم نقل المعتقلين إلى بلدانهم الأصلية. وفي بداية عام 2005 اعترفت وزارة الدفاع أنها اعتقلت ما يصل من عشرين من القصر تحت سن 18.
وفي نفس العام 2005  تم إعادة فتح المخيم، وتم إيداع 38 معتقل صدر قرار بإلغاء تصنيفهم كمقاتل عدو، وكان أغلبهم من المسلمين الصينين الأويغور الذين لم يتمكنوا من العودة إلى الصين بسبب ارتفاع خطر التعرض للاضطهاد هناك. وتم ترحيلهم إلى بلدان أخرى غير الصين فيما بعد.

## المعتقلون في المخيم
- في 25 أغسطس 2005 قالت أسوشيتد برس أنه يجري إعادة فتح المخيم لاحتجاز المعتقلين الذين تم تصنيفهم أنهم ليسوا من «المقاتلين الأعداء».[1]
- في 5 مايو 2006 تم إيداع 15 من الأويغور داخل المخيم، ثم نُقِل خمسة منهم إلى مركز للاجئين في ألبانيا.[2][3][4]